# Jan Szorc
Jan Szorc (Schortz) z Otrębu herbu Mora (zm. 1607) – podkomorzy malborski w latach 1588-1607, starosta kiszewski.
Poseł na sejm pacyfikacyjny 1589 roku z województwa pomorskiego, podpisał traktat bytomsko-będziński. Poseł na sejm 1590 roku z województwa pomorskiego.